# LIFESTYLE COLLEGE
『UR LIFESTYLE COLLEGE』（ユーアール ライフスタイルカレッジ）は、2016年4月3日から放送されているラジオ番組。当初はJ-WAVEにて、2017年4月2日からはJFL全国5局ネットで放送されているトーク番組。

## 概要
- URの一社提供で心地よい音楽とともに、より良いライフスタイルを考えるといった内容を紹介するラジオ番組[1]｡
- 2017年4月2日からはJFL5局（FM NORTH WAVE、J-WAVE、ZIP-FM、FM802、CROSS FM）の全国ネット番組となった[2][注 1]。
- 2021年2月に、ゲストとの対談が『LIFESTYLE COLLEGE：吉岡里帆と日曜日18時。』（リットーミュージック刊）として書籍化されている[3]。
- 2022年3月まで金曜16時台前半に放送していた『TOYOTA DRIVE IN JAPAN』が終了し、翌4月から放送されている『au FG LIFETIME BLUES』がJFL5局時差ネット（J-WAVEとCROSS-FMは同時ネット）であるため、本番組は唯一JFL5局同時ネットとなっている。
- 2024年5月27日からはポッドキャストでの配信が開始され、毎週月曜日に更新されている[1]。

## 放送時間・ネット局など
- 毎週日曜 18:00 - 18:54（JFL全国5局同時ネット）

各局とも18:54で番組が終了するが、ZIP-FMを除く4局ではradikoなどの番組表上において18:00 - 19:00と記載されている。実際には18:54 - 19:00の間、J-WAVEはスポットCMをはさんでから『WEATHER INFORMATION』→『RECOMENTA』（ミニプログラム）を放送。FM802はヘビーローテーションの楽曲を18:57頃まで流してから「TRAFFIC INFORMATION」と時報前のスポットCMを、FM NORTH WAVEは『MEGA PLAY』を、CROSS FMはスポットCMをはさんで『GREEN LINE』（同局で地球環境をテーマにしたショートプログラム）を放送する。
| 放送エリア | 放送局名      |
| ---------- | ------------- |
| 北海道     | FM NORTH WAVE |
| 東京都     | J-WAVE        |
| 愛知県     | ZIP-FM        |
| 大阪府     | FM802         |
| 福岡県     | CROSS FM      |

## ナビゲーター
- 吉岡里帆（2016年12月よりURのCMキャラクター[4]）

過去のナビゲーター
- DJ TARO（2016年4月3日 - 2017年3月26日）

## 主なコーナー
TALK ABOUT GOOD LIVING
ゲストとのトークコーナー。
GOOD LIVING SPOT
ゲストの思い出の街を紹介するコーナー。
GOOD LIVING COLLEGE
各ジャンルの専門家に、より豊かな生活のために役立つヒントを教えてもらうコーナー。毎月第4週は、JFL加盟各局のナビゲーターが月替わりでその土地のレポートを伝える。

## スペシャル番組
JFL SPECIAL UR BETTER LIFE, BETTER STYLE
JFL系列5局にて2022年9月19日放送。J-WAVE・FM NORTH WAVE・FM802は18:00 - 19:55、ZIP-FMは19:00 - 20:55、CROSS FMは20:00 - 21:55に放送。2023年に30歳を迎えた吉岡が「30」をキーワードにこれまでを振り返りつつ、これからのライフスタイルを考えるスペシャルプログラム。
JFL SPECIAL UR LIFESTYLE COLLEGE 〜WITH THANKS EDITION〜
JFL系列5局にて2025年2月11日 18:00 - 19:55（ZIP-FMのみ19:00 - 20:55）放送。2025年4月で番組開始から10年目を迎えるにあたり、これまでのゲストを振り返ったり、「暮らしにまつわること」をテーマに穂村弘と悩み相談を行ったりした。